# Anifrolumab
L'anifrolumab, commercializzato sotto il nome di Saphnelo, è un anticorpo monoclonale umano usato per il trattamento del lupus eritematoso sistemico. Esso si lega al recettore dell'interferone alfa di tipo 1, bloccando l'attività di questo tipo di interferoni (ad esempio, gli interferoni alfa e gli interferoni beta).

## Storia
Il farmaco è stato prodotto da MedImmune, casa farmaceutica statunitense legata ad AstraZeneca, la quale nel 2015 scelse di portare l'anifrolumab alla fase III degli studi clinici sul lupus eritematoso sistemico al posto di un altro anticorpo monoclonale, il sifalimumab, realizzato dalla stessa MedImmune.
Nel luglio 2021 l'uso medico dell'anifrolumab è stato approvato negli Stati Uniti dalla Food and Drug Administration (FDA).
Il 16 dicembre 2021, il Comitato per i Prodotti Medicinali ad Uso Umano (CHMP) dell'Agenzia europea per i medicinali (EMA) ha dato un parere positivo all'autorizzazione della messa sul mercato dell'anifrolumab, da valutare come opzione terapeutica per i casi moderati o severi di lupus eritematoso sistemico. L'azienda produttrice dell'anticorpo è AstraZeneca AB.

## Farmacodinamica
Nel lupus eritematoso sistemico, malattia autoimmune, l'organismo produce grandi quantità di interferoni di tipo 1, attivando così eccessivamente il sistema immunitario; questo eccesso di risposta immunitaria sta alla base del quadro clinico dei soggetti affetti da lupus. L'anifrolumab agisce impedendo agli interferoni di produrre questi sovrastimoli all'indirizzo delle cellule del sistema immunitario, consentendo così all'organismo di mitigare la reazione autoimmune.

## Effetti indesiderati
L'effetto collaterale più comunemente osservato è l'herpes zoster (comparso nel 5% dei pazienti a cui è stata somministrata una dose ridotta di farmaco, nel 10% dei pazienti che hanno ricevuto una dose ingente di farmaco e soltanto nel 2% dei pazienti che hanno ricevuto il placebo); gli altri effetti collaterali, nel complesso, hanno un'incidenza indipendente dalla quantità di anticorpo ricevuto e paragonabile a quella rilevata negli individui a cui è stato somministrato il placebo.